# Панзелка (посёлок)
Панзелка — поселок в Лукояновском районе Нижегородской области. Входит в состав городского поселения Рабочий посёлок имени Степана Разина.

## География
Находится в южной части Нижегородской области на расстоянии приблизительно 20 километров по прямой на юг-юго-запад от города Лукоянов, административного центра района.

## История
Панзелка — название местной речки и посёлка. Согласно местной легенде, местные лесные массивы когда-то принадлежали польскому пану Зельскому. Со временем люди стали называть данную местность Панзелка.

## Население
Постоянное население составляло 9 человек (русские 100%) в 2002 году, 6 в 2010.

## Достопримечательности
Разинский (Панзелский) камень. Представляет собою гранитный валун, расположенный в 0.8 км к юго-западу от деревни Панзелка в бассейне реки Алатырь. Гранитный валун имеет размеры 3,5 х 2,5 м, погружён в землю почти до её уровня. С урочищем связаны многочисленные легенды, где идёт речь о пребывании возле валуна Степана Разина, о том, что там им зарыты клады, что валун им привезён для охраны сокровищ.